# Georges Croegaert

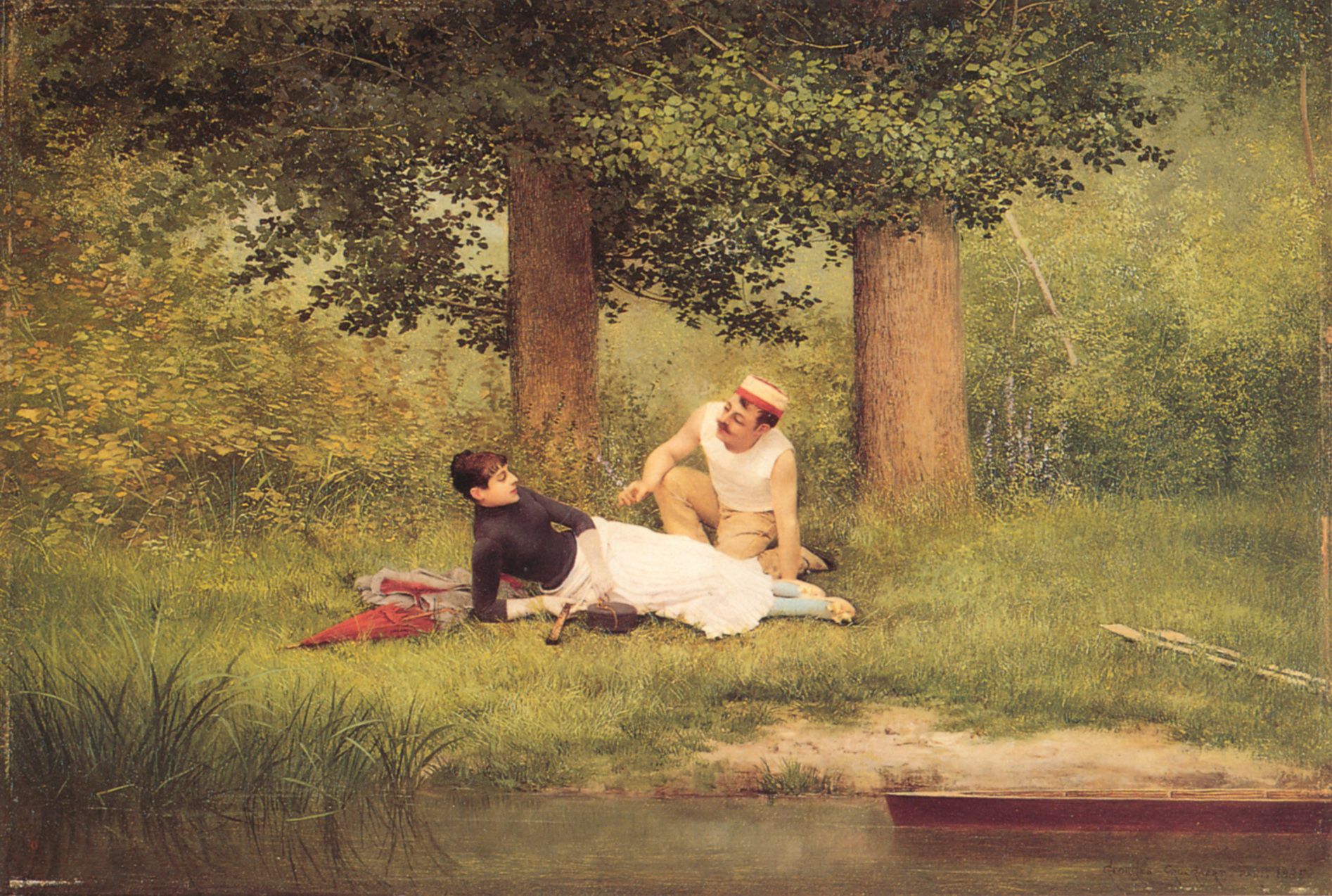
The Flirtation, 1885.

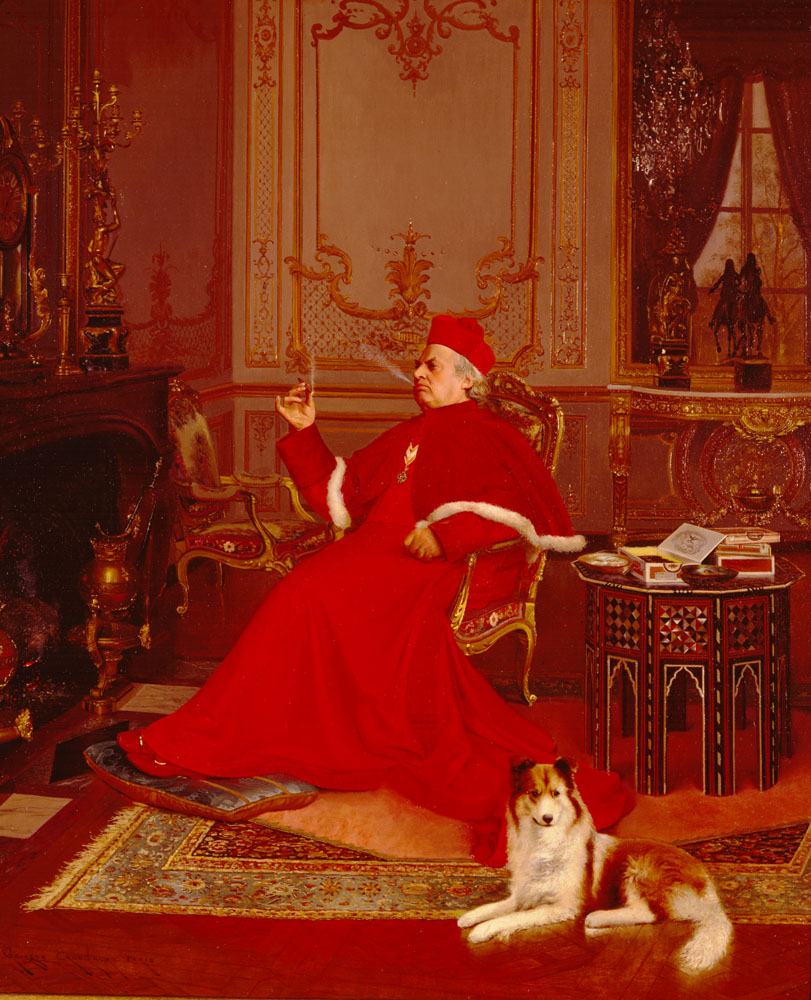
A Quiet Smoke, ok. 1880.

Georges Croegaert (ur. 7 października 1848 w Antwerpii, zm. 23 sierpnia 1923 w Cannes) – belgijski malarz akademicki.
W wieku 28 lat przeniósł się do Paryża, gdzie spędził resztę swego życia. Malował portrety i sceny rodzajowe. Jego prace odznaczały się bogatą kolorystyką i dbałością o szczegóły. Szczególnie znana jest jego seria portretów kardynałów o antyklerykalnej wymowie.